# Laguna del Congo
Laguna del Congo är en sjö i Costa Rica.   Den ligger i provinsen Alajuela, i den centrala delen av landet, 40 km norr om huvudstaden San José. Laguna del Congo ligger 794 meter över havet. Den ligger vid sjön Laguna del Hule. I omgivningarna runt Laguna del Congo växer i huvudsak städsegrön lövskog.